# Модернизация
Модерные общества
Модерниза́ция (от англ. modern — современный, передовой, обновлённый) — непрерывный и бесконечный процесс обновления объекта, приведение его в соответствие с новыми требованиями и нормами, техническими условиями, показателями качества. Модернизируются в основном машины и оборудование, производственно-технологические и социально-экономические процессы. Так в социологии под модернизацией подразумевается переход от традиционного общества к обществу Эпохи модерна, от аграрного — к индустриальному и так далее. Изучением модернизации занимается теория модернизации.

## Процессы модернизации
Модернизация имеет комплекс взаимосвязанных черт, которые часто рассматриваются как отдельные процессы экономической, политической, социальной и культурной модернизации.

### Экономическая модернизация
Экономическая модернизация предусматривает интенсификацию процесса экономического воспроизводства, которая достигается благодаря росту дифференциации труда, энергетического оборудования производства, превращения науки в производственную (экономическую) силу и развития рационального управления производством.
Её составляющими являются:
- Замена силы человека или животного неодушевлёнными источниками энергии, такими как пар, топливо, электричество солнечная или атомная энергия, используемые в производстве, распределении, транспорте и коммуникации;
- Отделение экономической деятельности от традиционалистского окружения;
- Прогрессирующая замена человеческого труда машинами, программами и сложными технологиями;
- Рост в количественном и качественном отношении вторичного (промышленность и торговля) и третичного (обслуживание) секторов экономики при одновременном сокращении первичного (добыча);
- Возрастающая специализация экономических ролей и кластеров экономической деятельности — производства, потребления и распределения;
- Обеспечение само поддержки в росте экономики — как минимум, обеспечение роста, достаточного для одновременного регулярного расширения производства и потребления;
- Растущая индустриализация.

Модернизация стала фактором создания экономических форм и институтов, способствующих развитию и доминированию товарно-денежных отношений в производстве, потреблении и принуждении к труду, что привело к развитию капитализма. Это, в свою очередь, повлекло развитие и распространение рыночных отношений, формирование и развитие национальных и транснациональных рынков. Использование достижений науки в бизнесе способствовало научно-технической революции и превращению науки в одну из важных производственных сил. Экономическая модернизация также предполагает постоянное совершенствование методов управления экономикой и производственных технологий, что способствовало появлению рациональной бюрократии, менеджмента и экономической науки.

### Политическая модернизация
Политическая модернизация предполагает создание определённых политических институтов, которые должны способствовать реальному участию населения во властных структурах и влиянию народных масс на принятие конкретных решений.
Её составляющие:
- Приближение к дифференцированной политической структуре с высокой специализацией политических ролей и институтов;
- Эволюция политической системы в направлении создания современного суверенного государства;
- Усиление роли государства;
- Расширение сферы действия и усиление роли законодательного поля, объединяющее государство и граждан;
- Рост численности граждан (лиц с политическими и гражданскими правами), расширение привлечения к политической жизни социальных групп и индивидов;
- Возникновения и роста политической бюрократии, превращение рациональной деперсонифицированной бюрократической организации в доминирующую систему управления и контроля;
- Ослабление традиционных элит и их легитимности, усиление модернизаторских элит.

Политическая модернизация началась с появления в Европе первых национальных централизованных государств, углубление политической модернизации в Европе и Америке привело к увеличению количества централизованных государств, установлению конституционного строя, парламентской форме правления, внедрения принципа разделения властей, становления политических партий и движений, всеобщего избирательного права, правового государства, развития демократии и внедрения паритетной демократии. В то же время она привела и к региональной и глобальной экспансии централизованных буржуазных государств, процесс образования мировых колониальных империй (начало XVI в.) и — в XIX в. — к развитию империализма как высшего, системного способа такой экспансии, направленного на разделение мира на зависимые территории и зоны влияния.

### Социальная модернизация
Социальная модернизация предполагает формирование открытого общества с динамичной социальной системой. Такое общество возникло и развивалось на основе рыночных отношений, правовой системы, регулирующей отношения собственников, и демократической системы, возможно, не достаточно совершенной. Демократия в таком социуме необходима для того, чтобы было возможно быстро вносить изменения в правила игры в меняющейся обстановке и следить за их выполнением.
Её составляющие:
- Создание общества с открытой стратификационной системой и высокой мобильностью;
- Ролевой характер взаимодействия (ожидания и поведение людей обусловлены их общественным статусом и социальными функциями);
- Формальная система регулирования отношений (на основе письменного права, законов, положений, договоров);
- Сложная система социального управления (отделения института управления, социальных органов управления и самоуправления);
- Секуляризация (вступления светских признаков);
- Выделение различных социальных институтов.

Социальная модернизация способствовала появлению ранее модерных и современных наций, массового и гражданского общества и социального государства.

### Культурная модернизация
Культурная модернизация предполагает формирование высокодифференцированной и в то же время унифицированной культуры, базирующейся на комплексной парадигме прогресса, совершенствования, эффективности, счастья и природного выражения личных возможностей и чувств, а также на развитии индивидуализма.
Её составляющими являются:
- Дифференциация главных элементов культурных систем;
- Распространения грамотности и светского образования;
- Растущая вера в науку и технологии;
- Создание сложной, интеллектуальной и институционализированной системы для подготовки к осуществлению специализированных ролей;
- Появление новых индивидуальных ориентаций, привычек, характеристик, обнаруживающих себя в большей возможности приспосабливаться ко всё более широким социальным горизонтам;
- Расширение сфер интересов;
- Осознание того, что вознаграждение должно соответствовать вкладов индивидуума, а не каким-нибудь другим его особенностям;
- Возможность развивать гибкую институциональную структуру, способную приспосабливаться к постоянно меняющимся проблемам и потребностям.

В западных странах культурная модернизация привела к Реформации и Контрреформации, важными этапами культурной модернизации были позднее Возрождение, эпоха Гуманизма, Просвещения. Культурная модернизация связана с развитием современной естественной науки (с XVII века), гуманитарной науки (XIX—XX века), появлением теорий национализма, социализма и коммунизма. Вследствие изменения культурной парадигмы в XVIII—XX вв. имели место уменьшение роли традиционных ценностей (семьи, религии, морали), упадок традиционных авторитетов, освобождение сексуального поведения от власти традиций (сексуальная революция), появление массовой культуры и дифференциация национальных макрокультур на субкультуры.

## Типы модернизации
Различают два типа модернизации — органическая и неорганическая.
Первичная, органическая модернизация проходила в тех странах, которые были новаторами на этом пути, и разворачивалась благодаря внутренним факторам, в частности, коренным изменениям в сфере культуры, ментальности, мировоззрения. Её становление связывают с появлением национальных централизованных государств, зарождением буржуазных отношений, в частности капиталистической кооперации и мануфактуры, формированием ранее модерных наций, а подъём — с первой промышленной революцией, разрушением традиционных наследственных привилегий и внедрением равных гражданских прав, демократизацией, становлением национальных суверенных государств и т. п.
Вторичная, неорганическая модернизация происходит как ответ на внешний вызов со стороны более развитых стран и осуществляется преимущественно под влиянием заимствования чужих технологий и форм организации производства и общества, через приглашение специалистов, обучение кадров за рубежом, привлечение инвестиций. Её основной механизм — имитационные процессы. Начинается же она не в сфере культуры, а в экономике и/или политике и в последнем случае определяется как догоняющая модернизация или «модернизация с опозданием». Согласно Шмуэлю Эйзенштадту, такая модернизация представляет собой своеобразный «вызов», на который каждое общество даёт свой «ответ» в соответствии с принципами, структурами и символами, заложенными в достижениях его длительного развития. Поэтому её итогом является не обязательно усвоение социальных достижений Запада, но совокупность качественных изменений традиционного общества, в той или иной степени адаптированных к мануфактурному или индустриальному производству.
Чаще всего термин «догоняющая модернизация» употребляется в отношении бывших колоний и полуколоний после получения ими политической независимости. Традиционно предполагалось, что развитые промышленные страны уже апробировали определённую модель перехода от традиционного к современному обществу. Это, в свою очередь, превращало модернизацию в разновидность глобализации — то есть взаимодействия цивилизаций, по которой можно выделить «передовые» или «прогрессивные» общества, и те, кто им подражает. В новейших концепциях мера такого наследования уже не рассматривается как полное копирование опыта Запада, но определяется осуществлением ряда обязательных мероприятий при сохранении весомой национальной специфики.
Обычно догоняющая модернизация создаёт острова, анклавы современной жизни, например крупные города, подобные Сан-Паулу и Рио-де-Жанейро в Бразилии, Москве и Санкт-Петербургу в России, существенно отличаются от провинции и образом жизни, и состоянием сознания. Такая анклавная модернизация, ломая традицию, ставит общество перед отсутствием духовной перспективы. Она создаёт очевидное неравенство, обещая равные шансы (чего не делало традиционное общество), но поскольку реальны эти шансы не для всех, растёт социальное недовольство, которое стимулирует привязанность широких провинциальных масс к альтернативной идеологии — к коммунизму в России, к фундаментализму в Турции, а в Мексике и некоторых других странах — к восстаниям крестьян и традиционализму. В России общие для вестернизирующихся регионов проблемы усугубляются тем, что: «Исторически основные усилия в процессе российской модернизации совершались не ради вхождения в западную по своей генеалогии цивилизацию модерности, но ради сохранения, воспроизведения и упрочения империи. Модернизация осуществлялась в целях приведения в более современный и потому конкурентоспособный вид её отдельных элементов».
Проблемы стран, ставших на путь самостоятельного развития, состоят в том, чтобы эффективнее, экономичнее и рациональнее применить модернизационную модель, перенести её на национальную почву за счёт сочетания собственных традиций и ресурсов и определённой внешней помощи. Теперь «эталонный» подход к модернизации вытеснен взглядами на модернизацию как национальный проект, осуществляемый странами ради уменьшения неравномерности уровней развития и как средство преодоления колониального состояния.
Другая типология признаёт наличие трёх типов модернизации:
- Эндогенная, которая осуществлялась странами на собственной основе (Япония, США и т. п.);
- Эндогенно-экзогенная, осуществляемая странами на собственной основе, наравне как и на основе заимствований (Китай, Россия, Турция и т. д.);
- Экзогенная (в её имитационных, имитационно-симуляционных и симуляционных вариантах), осуществляемая на основе заимствований при отсутствии собственного основания[11].

Экзогенная характерна для большинства бывших колоний, в то время как эндогенно-экзогенная происходит преимущественно в поясе стран, окружающих западные.

## Критика
Модернизация подвергается критике, в основном потому, что часто смешивается с вестернизацией. В этой модели модернизации общества требуется уничтожение культуры коренных народов и замена её на более западную культуру. Сторонники теории модернизации обычно рассматривают только западное общество как подлинно современное, утверждая, что другие общества в сравнении с ним являются примитивными. Эта точка зрения сводит немодернизированные общества к неполноценным, даже если их уровень жизни не уступает уровню западных обществ. Противники этой точки зрения утверждают, что «модерновость» не зависит от культуры и может быть адаптирована к любому обществу. Япония приводится в качестве примера обеими сторонами. Некоторые рассматривают её как доказательство того, что современный образ жизни может существовать вне западного общества. Другие утверждают, что Япония стала заметно более западной в результате её модернизации.
Модернизация часто ассоцируется с европоцентризмом, так как началась в Европе с промышленной революции и французской революции, и уже давно рассматривается как достигнувшая своей наиболее продвинутой стадии в Европе и за её пределами (США, Канада, Австралия и другие).